# إلواز

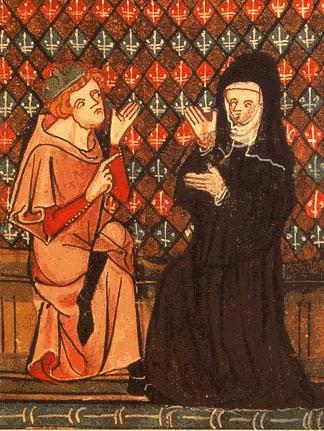
أبلار وإلواز في مخطوطة "رومان الورود" من القرن الرابع عشر.

إلواز (بالفرنسية: Héloïse d'Argenteuil) (بالفرنسية: Heloïse، و. 1101 - 1162) هي وبيتر أبلار من أشهر ثنائي قصص الحب. وهي من أشهر دارسات القرون الوسطى في التاريخ واللغتين اللاتينية والعبرية.

## لقاء أبلار
يؤكد أبلار أن ظل حتى وقت متأخر (مستعففاً إلى أقصى حدود الاستعفاف)، وأنه كان (حريصاً على الامتناع عن جميع ضروب الإفراط). ولكن إلواز ابنة أخي فلبير Fulbert قس الكتدرائية كان لها من جمال الخلق والهيام بالعلم ما اثر كل ما كان كامنا في أبلار من حساسية مرهفة برجولته وإعجاب بعقليته. وفي خلال تلك السنين المحمومة التي كانت الحرب ناشبة فيها بين أبلار ووليم عن الكلى وغير الكلى شبت إلواز من الطفولة إلى الأنوثة المكتملة، يتيمة لم يبق لأبويها اثر. وبعث بها عمها إلى دير في أرجنتي Argentuil لتقضي فيه عدداً كبيراً من السنين، فلما ذهب إليه هامت بما في مكتبته الصغيرة من الكتب هياما أصبحت معه أنبه راهبة في الدير.
ولما عرف فلبير إنها تستطيع التحدث باللاتينية بنفس الطلاقة التي تتكلم بها الفرنسية، وأنها لم تكتفي بهذا بل أخذت تتعلم العبرية، ولما عرف هذا اعجب بها، وجأت لتعيش معه في بيته القريب من الكاتدرائية. وكانت في سن السادسة عشر حين اتصلت حياتها بحياة أبلار 1117 ؛ وفي ظنها أنها سمعت به قبل ذلك الوقت بوقت طويل، وما من شك أنها كانت قد أبصرت مئات الطلاب، تغض بهم الأبهاء في قاعات المحاضرات، وقد جاءوا ليستمعوا إليها؛ ولعلها هي ذات الحماسة الذهنية القوية قد ذهبت خفية أو علناً لترى وتسمع معبود علماء باريس ومثلهم الأعلى. وفي وسعنا أن نتصور حياءها وارتياعها حين اخبرها فلبير أن أبلار سيسكن معهما ويصبح معلمها الخاص.

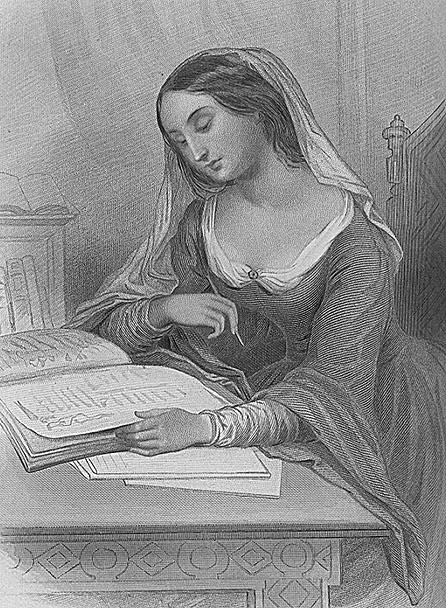
Heloïse imagined in a mid-19th century engraving

## بدأ الحب
هاهو ذا الفيلسوف نفسه يفسر لنا أصرح تفسير كيف حدث هذا: (وكانت هذه الفتاة الصغيرة هي التي... اعتزمت أن ارتبط بها برباط الحب. والحق أن هذا العمل من أسهل الأمور. فها هو ذا أسمى على كل لسأن، ولى من مزايا الشباب والجمال ما لا أخشى معه أن ترفضني امرأة، أيا كان شأنها، أتعطف عليها بحبي... وهكذا شرعت، وقلبي ملتهب بحب هذه الفتاة، ابحث عن الوسائل التي تمكنني من أن أتحدث إليها في كل يوم حديث المودة الخالية من الكلفة، حتى يسهل علي بذلك أن أحظى بموافقتها. ومن اجل هذا أقنعت عم الفتاة... أن يأويني في بيته... نظير اجر قليل أؤديه له... وكان هو رجلاً بخيلاً حريصاً على المال و... اعتقد أن ابنه أخيه ستفيد كثيراً من تعليمي... ولقد ذهلت من سذاجة الرجل، ولو أنه عهد بحمل وديع إلى عناية ذئب مفترس لما كنت اشد من ذلك دهشة وذهولاً... (ولم أطيل القول؟ واجتمعنا أولاً في المسكن الذي أظل حبنا، ثم في القلبين الذين كانا يحترقان من جنبينا.
وقضينا الساعات الطوال ننعم بسعادة الحب متسترين بستار الدرس... وكانت قبلاتنا يزيد عديدها على كلماتنا المنطقية، وكانت أيدينا اقل بحثاً عن الكتاب منها عن صدرينا، وكان الحب يجذب عيني كل منا إلى الآخر. وهكذا أحالت رقة إلواز العاطفة التي بدأت رغبة جسمية بسيطة. وكانت هذه تجربة جديدة في حياته لهته عن الفلسفة، فقد استعار من محاضراته وجداً وهياما لحبه، فأضحت هذه المحاضرات مملة على خلاف عاداتها. وأسف طلابه لما أصاب الجدلي المنطيق، ولكنهم رحبوا بالعاشق، وسرهم أن يعرفوا سقراط نفسه يمكن أن يأثم، وعزوا أنفسهم فقدوه من الحجج الدامغة بترديد أغاني الحب التي بدأ يؤلفها ؛ وكانت إلواز تسمع من نافذة بيتها أغاني افتتانه بها تتردد أصداؤها الصاخبة على ألسنة تلاميذه. ولم يمض إلا القليل من الوقت حتى أبلغته أنها حامل، فما كان منه إلا أن اختطفها من بيت عمها وأرسلها إلى بيت أخته في بريطانيا.

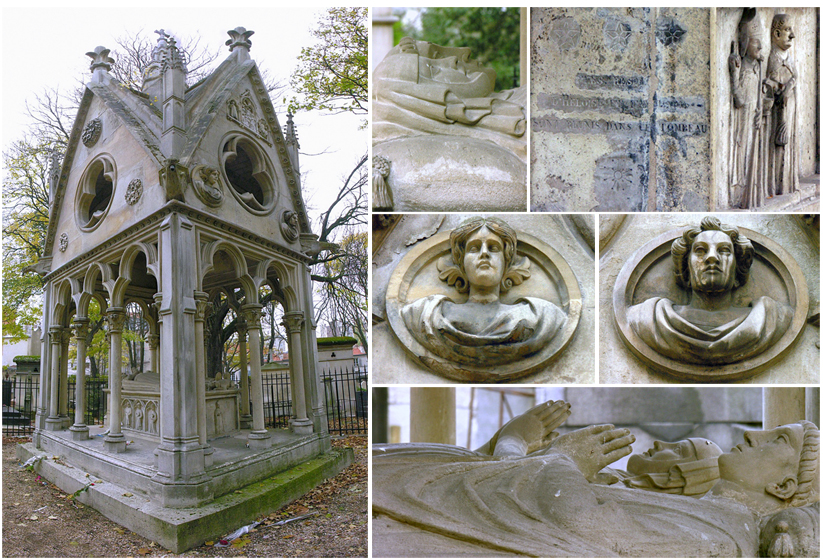
قبر أبلار وإلواز

## الزواج من أبلار
دفعه الخوف من جهة والرحمة من جهة أخرى فعرض على عمها الغاضب الحانق أن يتزوجها بشرط أن يسنح له فلبير بأن يظل أمر الزواج سراً. ووافق القس على هذا، وسافر أبلار إلى بريطانيا ليحضر عروسه الرقيقة القلب الغير راضية بالزواج. وكان عمر ابنهما أسطرلاب Astorlabe ثلاثة أيام حين اقبل هو على والدته. وظلت إلواز زمناً طويلاً ترفض الزواج به. ذلك أن إصلاحات ليو التاسع وجريجورى السابع كانت منذ جيل من الزمان قد حرمت مناصب القسيسين على المتزوجين إلا إذا ترهبت الزوجة، ولم تكن إلواز مستعدة لأن تفارق رفيقها وابنها على هذا النحو، وعرضت عليه أن تبقى عشيقته بحجة أن هذه العلاقة، إذا ظلت سراً يخفى عن الناس بحكمة، لن تحول بينه وبين الرقى في مناصب الكنيسة كما يحول الزواج. وقد أورد أبلار في كتابه تاريخ مصائي (الفصل السابع) فقرة طويلة يعزو فيها إلى إلواز في هذا الظرف ثبتاً طويلاً من المراجع والأمثلة المعارضة لزواج الفلاسفة، وحججاً فصيحة قوية في الاعتراض على (حرمان الكنيسة من ضوئه البراق): (تذكر أن سقراط قد تزوج، وكيف طهرت الفلسفة من هذا العار الذي دنسها تطهيراً خسيساً حتى يكون كثيراً أن تسمى عشيقتي من أن يعرف الناس أنها زوجتي، بل أن هذا يكون أيضاً اشرف لي). ولكنه أقنعها بأن وعدها ألا يعرف الزواج إلا عدد قليل من أوثق الناس صلة بهما.
وتركا اسطرلاب مع أخت أبلار وعادا إلى باريس وتزوجا بحضور فلبير.

## النهاية
وأراد أبلار أن يحتفظ بسرية الزواج فعاد إلى حيث كان يسكن وهو أعزب، وعادت إلواز إلى السكنى مع عمها، ولم يكن كلا الحبيبين يرى الآخر إلا نادراً وخلسة. ولكن فلبير، في حرصه على أن يسترد مكانته، اخلف الوعد الذي قطعه لأبلار وأذاع السر ؛ وأنكرته إلواز، (وأنزل بها فلبير العقاب بعد العقاب). فما كان من أبلار إلا أن فر بها مرة ثانية، وبعث بها هذه المرة على كره منها شديد، إلى دير أرجنتى، وأمرها أن ترتدي ثياب الراهبات، وألا تقسم اليمين أو تلبس النقاب. ويقول أبلار أنه لما سمع فلبير وأقاربه بهذا (أيقنوا أنني قد غدرت بهم اشد الغدر، وتخلصت إلى أبد الدهر من إلواز إذ أرغمتها على أن تترهب. فاستشاطوا من هذه غضباً ودبروا مؤامرة على ؛ وبينما كنت نائماً ذات ليلة. في حجرة سرية بمسكني، إذا اقتحموا على بمعونة خادم من خدمي قدموا له رشوة، وانتقموا مني انتقاما شنيعاً يجللهم العار. لأنهم بتروا أعضاء جسمي التي فعلت بها ما كان سبباً في حزنهم. ولاذوا بالفرار بعد أن فعلوا فعلتهم، ولكن اثنين منهم قُبض عليهما وفقدا أعينهما وأعضاء تناسلهما). ولم يكن في وسع أعدائه أن يختاروا له عقاباً أدل على مكرهم من هذا العقاب. نعم أنه لم يحط من منزلته لساعته، فأن باريس كلها بمن فيها من رجال الدين عطفت عليه. واقبل عليه طلابه يواسونه، وأنكمش فلبير واختفى وجر عليه النسيان ذيوله، وصار الأسقف أملاكه. ولكن أبلار أدرك أن قد قضى عليه، وأن (قصة هذا الاعتداء الشنيع حتى تبلغ أطراف الأرض). ولم يعد يستطيع التفكير في الرقى في مناصب الكنيسة، وأحس أن سمعته الطيبة قد "محيت من الوجود محواً تاما"، وأنه سيكون مضغة في أفواه الأجيال المقبلة. وشعر بأن في سقوطه هذا قسطاً من العدالة الطبيعية غير الشعرية، فقد أجتث من لحمه ذلك الجزء الذي أذنب، وغدر به نفس الرجل الذي غدر هو به من قبل. وأمر هلواز أن تلبس النقاب وتترهب، وذهب هو إلى دير القديس دنيس وأقسم يمين الرهينة.

## معرض الصور

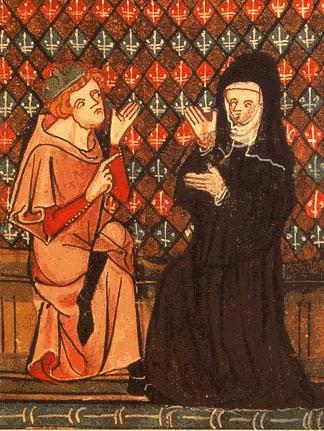
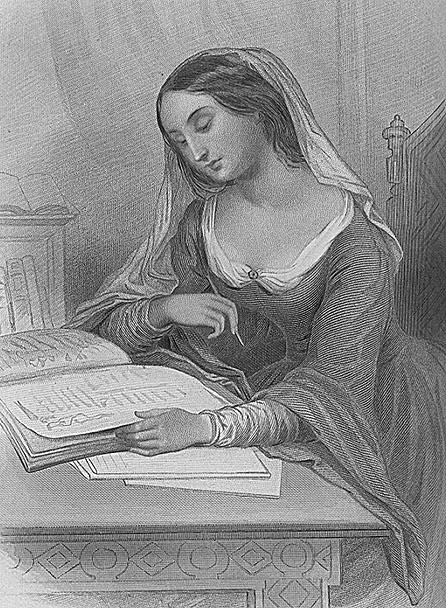
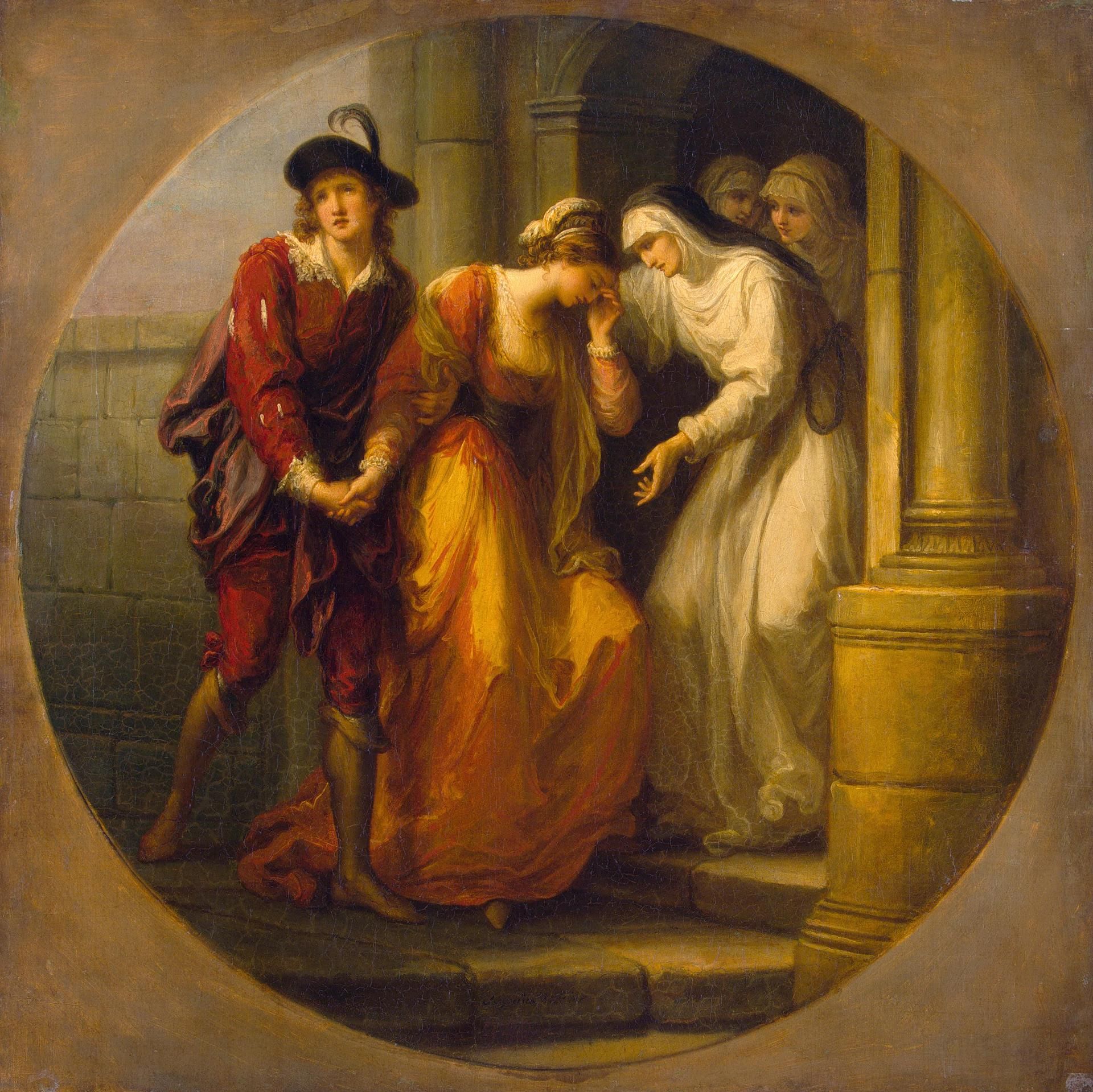
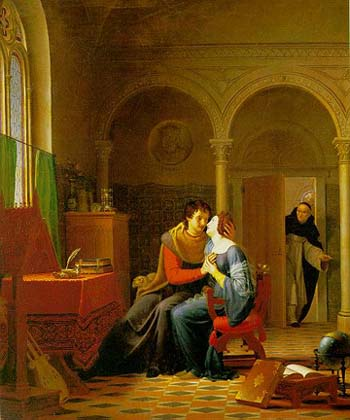
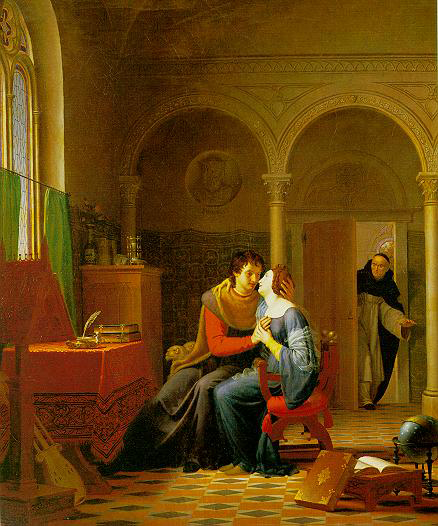
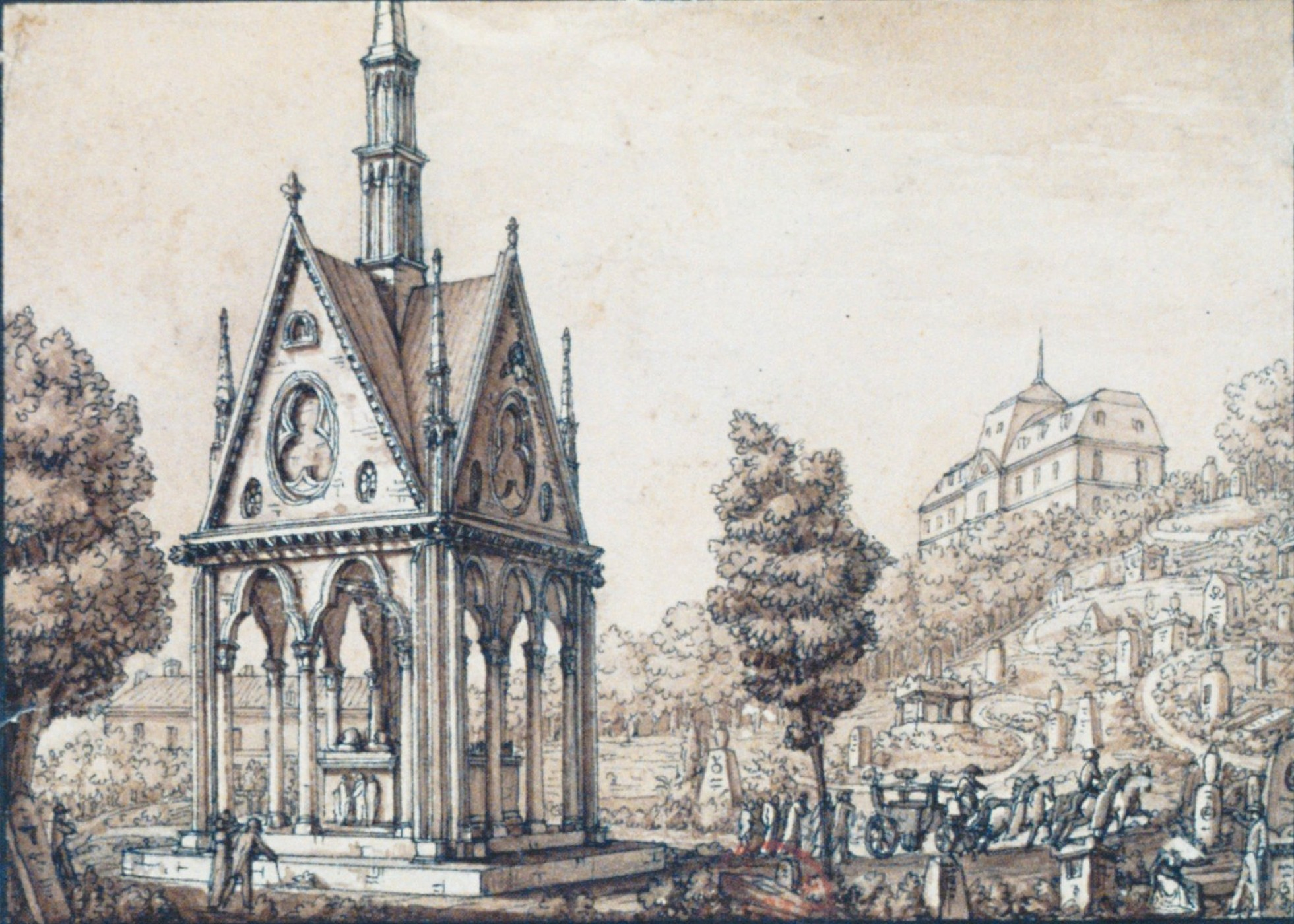
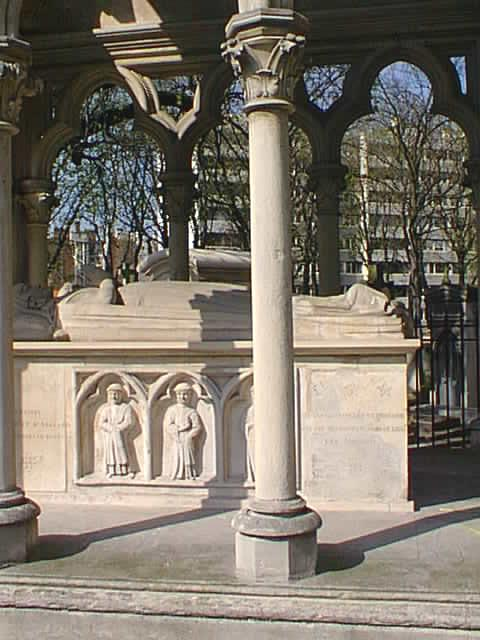

## وصلات خارجية
- إلواز على موقع الموسوعة البريطانية (الإنجليزية)

- Abelard and Heloise from In Our Time (BBC Radio 4)
- The Letters of Abelard and Heloise